# Inspectores (película de 1998)
Inspectores (título original: The Inspectors) es un telefilme estadounidense de 1998 dirigida por Brad Turner y protagonizada por Louis Gossett, Jr. y Jonathan Silverman

## Argumento
Álex Urbina y Frank Hughes son dos inspectores de correos de los EE.UU del Servicio de Inspección Postal de Estados Unidos, una policía federal especializada en tratar crímenes relacionados con el correo estadounidense. Ambos están casados. Álex Urbina es un novato, mientras que Frank Hughes es un veterano.
Un día ambos deben encargarse de un caso en el que un matrimonio de los arrabales sufre un atentado con paquete bomba. El marido muere y la mujer queda en coma. Las sospechas pronto recaen sobre su hijo Drew Carrigan, separado y con grandes deudas, que además es un experto en municiones de la Marina.  
Sin embargo, cuando ambos investigan a fondo el asunto, descubren que la bomba estaba destinada en realidad para Carrigan y mucho indica que los asesinos fueron dos jóvenes a quien Carrigan encerró con su testimonio por asesinato. Sin embargo ambos están en la cárcel y no pueden haberla enviado por ello. Aun así tienen que resolver el caso antes de que Carrigan sea víctima de otro intento de asesinato.

## Reparto
| Actor              | Personaje              |
| ------------------ | ---------------------- |
| Louis Gossett, Jr. | Inspector Frank Hughes |
| Jonathan Silverman | Inspector Alex Urbina  |
| Tobias Mehler      | Drew Carrigan          |
| Greg Thirloway     | Inspector Hank Bridges |
| JR Bourne          | Dwayne                 |
| Laurie Paton       | Susan Scott            |
| Shaun Johnston     | Sheriff Glover         |
| Claire Riley       | Catherine Hughes       |
| Samantha Ferris    | Lauren Urbina          |
| Amy Adamson        | Amy                    |

## Recepción
El telefilme tuvo el suficiente éxito de audiencia como para que se hiciese dos años después una secuela de esta película, Inspectores 2 (2000), con los idénticos protagonistas y el idéntico director.
Hoy en día la película ha sido valorada por portales de información en el Internet. En IMDb, con 613 votos registrados al respecto, esta película obtiene en el portal una media ponderada de 6,0 sobre 10. En Rotten Tomatoes las menos de 50 valoraciones de usuarios del portal le dan al telefilme una valoración media de 2,3 de 5, de los cuales solo el 10% de ellas lo consideran "fresco".